# Сулейманов, Рим Султанович
Рим Султанович Сулейманов (баш. Сөләймәнов Рим Солтан улы, род. 3 января 1949, Новые Карамалы, Башкирская АССР) — советский хозяйственный, государственный и политический деятель. Кандидат технических наук. Действительный член Академии горных наук.

## Биография
Рим Султанович Сулейманов родился в селе Ново-Карамалы Аургазинского района Башкирской АССР 3 января 1949 года в семье педагогов. По окончании средней школы в 1966 году поступил в Уфимский нефтяной институт на специальность «Технология и комплексная механизация разработки нефтяных и газовых месторождений». В 1971 году, после успешного окончания Уфимского нефтяного института, получил направление в ВПО «Тюменгазпром» Мингазпрома СССР. С тех пор вся производственная и научная деятельность Рима Сулейманова была связана с освоением месторождений Западно-Сибирского нефтегазоносного бассейна. Трудовую деятельность начал оператором по добыче нефти и газа на Пунгинском газодобывающем промысле газопромыслового управления «Игримгаз», продолжил старшим инженером по охране труда. В 1973 г. направлен в Медвежинское газопромысловое управление объединения «Надымгазпром», где прошел должностные ступени старшего инженера производственно-диспетчерской службы, начальника отдела по добыче газа, далее — начальника производственно-технического отдела, и. о. главного инженера управления. В 1979 г. Рим Сулейманов был направлен в ордена Трудового Красного Знамени производственное объединение «Уренгойгаздобыча» им. С. А. Оруджева в должности заместителя директора по производству. В 1982 г. назначен главным инженером объединения, в 1986 г. — генеральным директором (в 1989 г. предприятие было преобразовано в производственное объединение «Уренгойгазпром», а с 2008 г. — в ООО «Газпром добыча Уренгой» ПАО «Газпром») и оставался им до 11 июля 2012 г.
Рим Султанович Сулейманов широко известен в отрасли, вошел в число её незаурядных организаторов, стратегически мыслящих руководителей производства. Находясь более четверти века во главе предприятия, сыграл исключительную роль в освоении крупнейшего уренгойского нефтегазоконденсатного месторождения, превращении ООО «Газпром добыча Уренгой» в ключевую составляющую отечественного газопромышленного комплекса. По его инициативе и под его руководством создавались новые высокопроизводительные технологии и оборудование, которыми переоснащались промыслы и вспомогательные производства предприятия. Итогом широкой и многоплановой работы явилось достижение предприятием к концу 2008 года рубежа добычи 6 трлн куб. м. природного газа (из них 5 триллионов  м³ были добыты при Риме Сулейманове), что стало непревзойденным общемировым результатом. Данный результат был официально зарегистрирован в «Книге рекордов России».
Руководя крупной нефтегазовой компанией Рим Сулейманов находил время для серьёзной научно-исследовательской работы. В 1993 году он защитил кандидатскую диссертацию на тему «Ресурсосберегающие технологии добычи, сбора и осушки газа на месторождениях Западной Сибири». Обладает авторским правом на шестнадцать запатентованных изобретений. Автор более ста сорока научных работ в области добычи, подготовки к транспорту и переработки углеводородов, в том числе десяти монографий, наиболее значимые из которых: «Промыслово-геологическое обеспечение систем добычи газа» (М., Недра, 1992), «Диагностика состояния газотранспортных систем Крайнего Севера. Техногеоэкологический анализ состояния территорий трасс газопроводов» (М., ИРЦ Газпром, 1998), «Диагностика состояния газотранспортных систем Крайнего Севера. Техногеоэкологический анализ состояния переходов трубопроводов через средние и малые водотоки» (М., ИРЦ Газпром, 1998), «Сбор и промысловая подготовка газа на северных месторождениях России» (М., Недра, 1999), «Большой газ: освоение северных кладовых» (М., Истфакт, 2001), «Новые информационные технологии и измерительное оборудование контроля режима эксплуатации скважин газонефтеконденсатных месторождений Крайнего Севера» (М., ИРЦ Газпром, 2002), «Сбор, подготовка и хранение нефти и газа. Технологии и оборудование» (Уфа, Нефтегазовое дело, 2007). Рим Сулейманов — действительный член Академии горных наук с 1993 года, почетный профессор Уфимского государственного нефтяного технического и Тюменского государственного нефтегазового университетов.
Имеет награды и звания:
Удостоен премии Ленинского комсомола — за совершенствование методов проектирования, анализа и управления разработкой Медвежьего и Уренгойского газовых месторождений для обеспечения ускоренного развития Западно-Сибирского комплекса (1981), Государственной премии СССР в области науки и техники — за разработку и внедрение научно-технических решений по ускоренному освоению Уренгойского месторождения (1987), Государственной премии РФ в области науки и техники — за создание основ и использование комплекса технических решений по обеспечению надежности и безопасности мощных газотранспортных систем криолитозоны (2000), премии Правительства РФ в области науки и техники — за создание научных основ и промышленное применение информационных технологий нового поколения для управления разработкой газонефтеконденсатных месторождений (2002) и разработку и внедрение в производство автоматизированной системы обеспечения безопасности объектов транспорта газа России (2008), ОАО «Газпром» в области науки и техники (1997, 1998, 2000, 2005, 2008 , 2011), Международной топливно-энергетической ассоциации им. Н. К. Байбакова (2003, 2007, 2011, 2012).
Награждён орденами Трудового Красного Знамени (1985), Дружбы (1996), «За заслуги перед Отечеством» IV степени (1999) и III степени (2011), медалью «За освоение недр и развитие нефтегазового комплекса Западной Сибири» (1981); удостоен званий «Заслуженный работник нефтяной и газовой промышленности Российской Федерации» (1992), «Почетный работник топливно-энергетического комплекса» (1998), «Почетный работник промышленности Тюменской области» (2004), «Заслуженный нефтяник Республики Башкортостан» (1998), «Почетный работник газовой промышленности» (1984), нагрудного знака «Ветеран труда газовой промышленности» (2000), памятного знака «Участник строительства газопровода Уренгой — Помары — Ужгород» (1984), золотого знака «Горняк России» некоммерческого партнерства «Горнопромышленники России» (2000), почетного знака «За заслуги в развитии науки и экономики России» (2009) и почетного звания и знака «Рыцарь науки и искусств» (2010), учрежденных РАЕН. Является Почетным гражданином Ямало-Ненецкого автономного округа и города Новый Уренгой. Русской Православной Церковью награждён орденами Преподобного Сергия Радонежского III степени (2004), Святого благоверного князя Даниила Московского III степени, (2007), Святого равноапостольного князя Владимира III степени (2009), Патриаршей грамотой (2001).

## Награды и почетные звания
- Премия Ленинского комсомола (1981)

- Медаль «За освоение недр и развитие нефтегазового комплекса Западной Сибири» (1981)

- Почётный работник газовой промышленности (1984)

- Знак "Участник строительства газопровода «Уренгой — Помары — Ужгород» (1984)

- Орден Трудового Красного Знамени (1985)

- Государственная премия СССР в области техники (1987)
- Заслуженный работник нефтяной и газовой промышленности Российской Федерации (1992)
- Орден Дружбы (1996)

- Премия ОАО «Газпром» в области науки и техники (1997, 1998, 2000, 2005, 2008, 2011)

- Заслуженный нефтяник Республики Башкортостан (1998)

- Почётный работник топливно-энергетического комплекса РФ (1998)

- Орден «За заслуги перед Отечеством» IV степени (1999)

- Золотой знак «Горняк России» некоммерческого партнерства «Горнопромышленники России» (2000)

- Государственная премия Российской Федерации в области науки и техники (2000)

- Знак «Ветеран труда газовой промышленности» (2000)

- Почётный гражданин Ямало-Ненецкого автономного округа (2000)

- Патриаршая грамота (2001)

- Почётный гражданин муниципального образования город Новый Уренгой (2002)

- Премия Правительства Российской федерации в области науки и техники (2002, 2008)
- Премия Международной топливно-энергетической ассоциации им. Н. К. Байбакова (2003, 2007, 2011, 2012)
- Почётный знак «Лидер Российской экономики — 2003»
- Почётный работник промышленности Тюменской области (2004)

- Орден Преподобного Сергия Радонежского III степени (2004)

- Орден Святого благоверного князя Даниила Московского III степени (2007)

- Почётный знак «За заслуги в развитии науки и экономики России» (РАЕН, 2009)

- Орден Святого равноапостольного князя Владимира III степени (2009)
- Почетное звание и знак «Рыцарь науки и искусств» (РАЕН, 2010)
- Орден «За заслуги перед Отечеством» III степени (10 ноября 2011) —  за большой вклад в развитие нефтегазового комплекса, достигнутые трудовые успехи и многолетнюю добросовестную работу[1]
- Медаль «За сохранение Арктики» (24 июля 2015) — за значительный вклад в реализацию государственной политики в области научных исследований в Арктической зоне Ямало-Ненецкого автономного округа